# Pokémon: Deoxys Duet
Pokémon: Deoxys duet, er en japansk animeret spillefilm fra 2004 og den syvende film, der foregår i Pokémon-universet og er baseret på TV-serien. Filmen udkom på DVD i Danmark den 17. april 2007.

## Handling
En mystisk meteorit er på kurs mod jorden, og som den styrter gennem atmosfæren, rammer den næsten den legendariske Pokémon Rayquaza, som lever i ozonlaget. I meteoriten findes to æggeformede objekter, hvoraf det lilla æg regenerer sig til en Deoxys. Før den kan nå at opsamle det grønne æg, bliver den angrebet af den rasende Rayquaza. Kampen ender med at Deoxys bliver besejret, og dens lilla krystal falder ned i havet. Professor Lund og hans assistent Yoko, som overværede kampen, indsamler den grønne krystal.
Ash Ketchum ankommer til den højteknologiske by Larousse City, hvor Ash tager mod det berømte Battle Tower - et tårn dedikeret til Pokémon-dyster. Her bliver han sat sammen med on dreng ved navn Tory i en dobbeltdyst, men det viser sig at Tory ikke er en Pokémontræner; faktisk er han skrækslagen for Pokémon, grundet en traumatiske oplevelse han havde for fire år tilbage, under kampen mellem Deoxys og Rayquaza.
Pokémonen Deoxys ankommer til byen i søgen efter in grøn krystal, som Torys far, Professor Lund, indsamlede efter den hændelse, der traumatiserede Tory. Den gennemsøger byen for at finde den og tømmer derfor byen for mennesker med kopier af sig selv. Dog vender Rayquaza tilbage og begynder at angribe rum-Pokémonen, alt imens at byens sikkerhedsrobotter malfunktionerer og går amok i hele byen. Den grønne krystal regenerer en anden Deoxys, som tager ud og redder Rayquazaen. Sikkerhedsrobotterne angriber Rayquaza, og de to rum-Pokémon beskytter den, hvilket resulterer i, at de alle bliver fanget.
Ash og Tory arbejder sammen og formår i sidste ende at slå robotterne fra og sætter derved alle tre Pokémon fri.

## Stemmer
| Rolle          | Original stemme    | Dansk stemme         |
| -------------- | ------------------ | -------------------- |
| Ash Ketchum    | Rica Matsumoto     | Mathias Klenske      |
| Pikachu        | Ikue Ohtani        | Ikue Ohtani          |
| May            | KAORI.             | Annevig Schelde Ebbe |
| Brock          | Yūji Ueda          | Peter Holst-Bech     |
| Max            | Fushigi Yamada     | Mikkel Følsgaard     |
| Jessie         | Megumi Hayashibara | Ann Hjort            |
| James          | Shin'ichirō Miki   | Thomas Kirk          |
| Meowth         | Inuko Inuyama      | Peter Zhelder        |
| Betjent Jenny  | Chinami Nishimura  | Annevig Schelde Ebbe |
| Tory Lund      | Noriko Hidaka      | Ukendt               |
| Professor Lund | Kōichi Yamadera    | Peter Aude           |
| Yuko           | Takako Uehara      | Ann Hjort            |
| Rafe           | Kenji Nojima       | Mikkel Følsgaard     |
| Sid            | Makoto Higo        | Timm Mehrens         |
| Teresa*        | Becky              | Ann Hjort            |
| Audrey         | Nana Mizuki        | Gry Trampedach       |
| Kathryn        | Maria Yamamoto     | Annevig Schelde Ebbe |
| Fortælleren    | Unshō Ishizuka     | Torben Sekov         |